# سيمون ميرفي (موزع)
سيمون ميرفي (بالإنجليزية: Simon Murphy)‏ هو موزع أسترالي، ولد في 26 أغسطس 1973.

## وصلات خارجية
- سيمون ميرفي على موقع ميوزك برينز (الإنجليزية)